# Kenneth Foster
Kenneth Foster, jr. (Texas, 22 ottobre 1976) è un cittadino statunitense, ex detenuto nel braccio della morte, attualmente detenuto all'ergastolo per un controverso caso di omicidio, da lui non commesso materialmente.

## Biografia
Afroamericano con piccoli precedenti di furto, Foster è stato condannato in Texas secondo la "legge delle bande" ("law of parties"), una legge che consente in particolari circostanze l'accusa di omicidio di primo grado anche per chi non lo ha commesso materialmente, né l'abbia premeditato, pianificato o voluto. Egli è stato accusato di aver ucciso Michael LaHood Jr. nell'agosto 1996; quel giorno egli era alla guida di un'automobile dalla quale scese uno dei tre passeggeri che, senza che Foster fosse d'accordo o avesse manifestato intenzioni aggressive, rapinò LaHood, uccidendolo poi con un colpo di pistola. 
L'esecutore materiale fu condannato all'ergastolo grazie ad un accordo di patteggiamento (plea bargaining) con il procuratore. Foster venne invece condannato alla pena di morte nel 1997, da eseguirsi tramite iniezione letale. La condanna e l'esecuzione di Foster furono da subito contestate perché egli non aveva commesso materialmente il fatto, e fu considerato da molti un innocente, vittima di una legge assai controversa e del pregiudizio razziale.
In seguito alla forte pressione dell'opinione pubblica internazionale e interna (da parte di Amnesty International, Nessuno tocchi Caino, Texas Coalition to Abolish the Death Penalty, ecc.), il governatore del Texas Rick Perry, avuto parere vincolante dalla Commissione per la libertà condizionata e la grazia dello Stato, ha commutato la condanna a morte in ergastolo senza condizionale, solo tre ore prima dell'esecuzione, che era prevista per il 30 agosto 2007 (il detenuto era già stato trasferito nella struttura adibita, presso il carcere di Huntsville); è stata l'unica condanna finora commutata in Texas dal 1976 ad opera di un governatore e in extremis (vi sono state commutazioni ad opera di tribunali).
Kenneth Foster, che nel frattempo si è sposato, potrà beneficiare della libertà vigilata nel 2036 (in Texas la commissione può concedere la grazia e la libertà sulla parola anche agli ergastolani senza condizionale). Attualmente è detenuto presso l'Unità di Robertson del Texas Department of Criminal Justice ed è assegnato alla segregazione amministrativa della struttura. In questo penitenziario ha avuto la possibilità di incontrare la figlia (avuta da una relazione giovanile) e la moglie liberamente, senza il vetro divisorio del precedente carcere di Livingstone. I sostenitori della sua causa hanno anche chiesto che egli venga liberato anticipatamente con un nuovo provvedimento di grazia, vista la particolarità del caso ed il fatto che vi sono dubbi di costituzionalità riguardo alla "legge delle bande" come formulata in Texas.
Nel 2021 Foster è stato nuovamente messo sotto accusa per la morte di un compagno di cella, avvenuta durante una colluttazione. Nel novembre 2024, Foster è stato condannato ad un secondo ergastolo senza possibilità di libertà condizionale per l'omicidio del detenuto Anthony Dominguez.

## Documentari
- Finché morte non ci separi - 'Til Death do Us Part. The Kenneth Foster Story, 2008